# 灯台中心

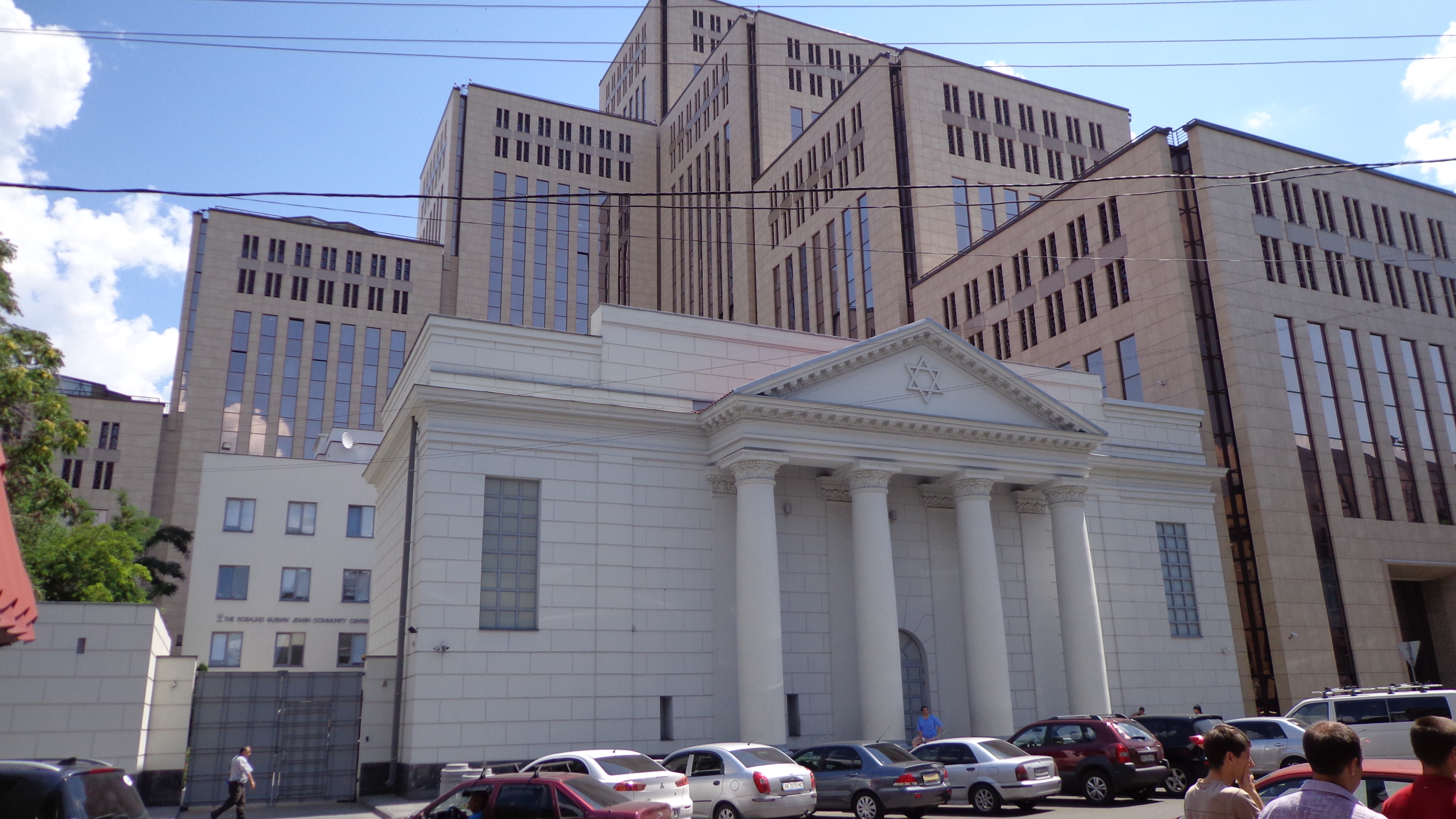

灯台中心（烏克蘭語：Центр "Менора"，英语：Menorah center）是乌克兰东部第聂伯罗彼得罗夫斯克州第聂伯罗的犹太社区的文化和商业中心，位于肖洛姆-阿莱汉姆街4/26号。一些消息来源称，它是欧洲或世界上最大的多功能犹太社区中心。建筑群的核心是历史悠久的金色玫瑰犹太会堂，建于19世纪。
灯台中心的落成仪式于2012年10月16日举行，来宾包括以色列首席拉比什洛莫·阿马尔，以色列移民安置部部长尤利·埃德尔斯坦，拉比莫什·科特拉斯基，拉比什穆埃尔·拉宾诺维茨、美犹联合救济委员会等犹太机构代表、乌克兰州和地方当局以及外交使团的代表。
该中心的形状是七个灯盏的犹太教灯台，包括7个大理石塔楼，其中最高的一座有20层（77米）高。 总建筑面积约为50000平方米。包括犹太会堂、博物馆、办公楼、购物空间、出版社、画廊、犹太餐厅和咖啡馆、会议厅、宴会厅、豪华酒店、青年旅社、教室、旅游信息中心、以色列签证中心。项目总体设计由建筑师亚历山大·索林完成。
灯台中心的标志用四种语言书写：英语、乌克兰语、俄语和希伯来语。

## 博物馆
- 乌克兰犹太记忆和大屠杀博物馆[4]，是前苏联最大的。[3] 它占地3000平方米。

## 画廊

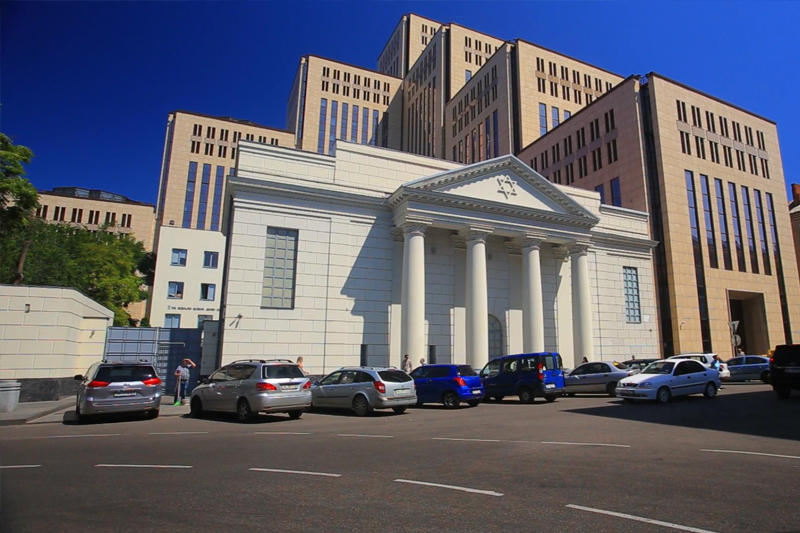
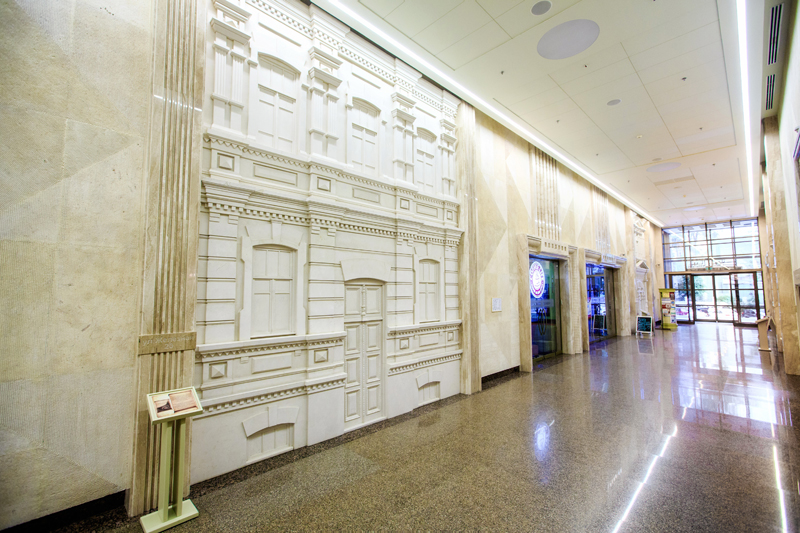
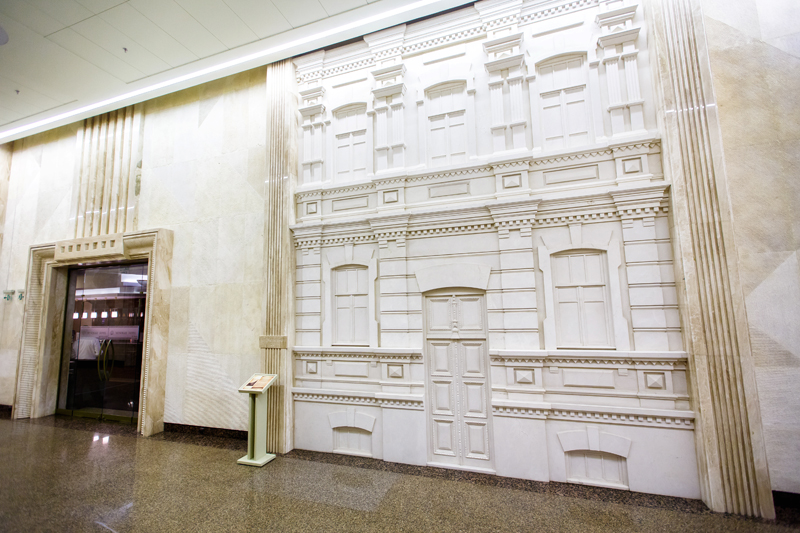
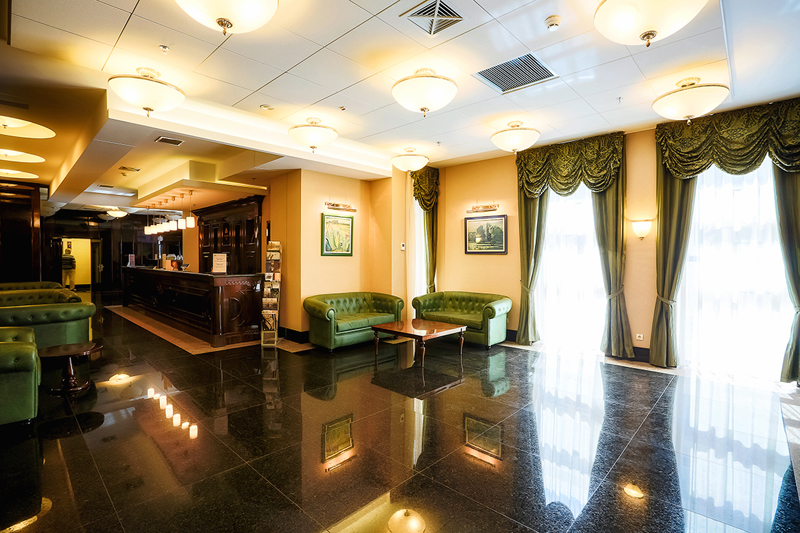
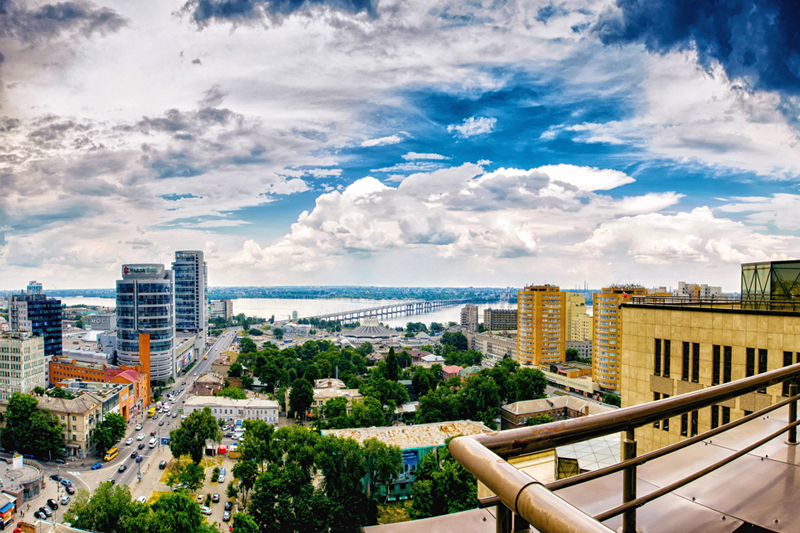
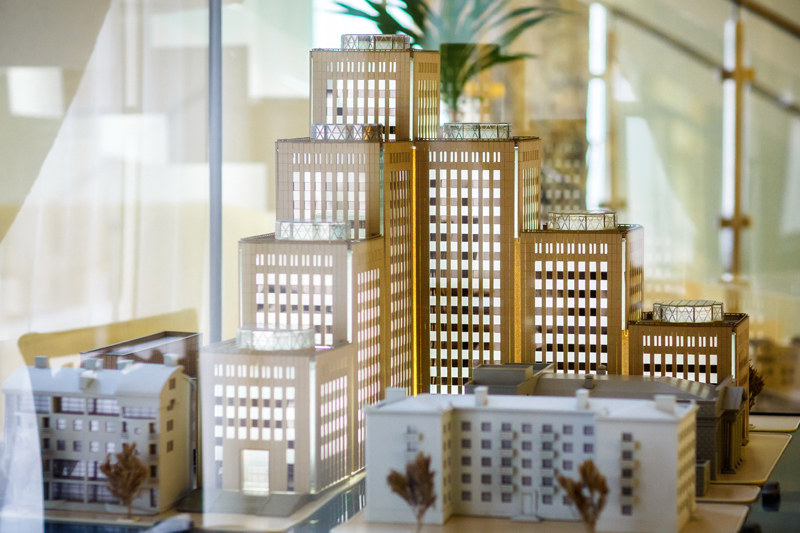
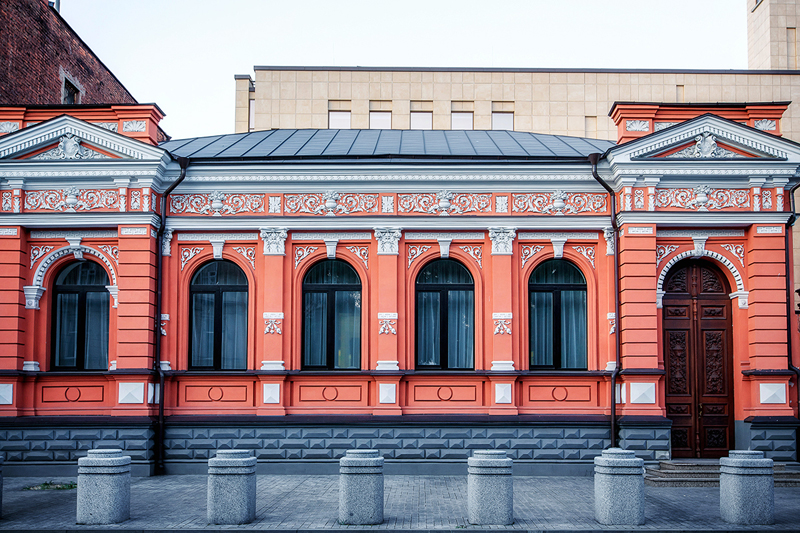